# Giarratana
Giarratana település Olaszországban, Szicília régióban, Ragusa megyében. Lakosainak száma 2830 fő (2023. január 1.). Giarratana Buccheri, Buscemi, Licodia Eubea, Modica, Ragusa, Vizzini, Monterosso Almo és Palazzolo Acreide községekkel határos.

## Népesség
A település lakossága az elmúlt években az alábbi módon változott:
| Lakosok száma | 3010 | 2962 | 2830 |
|               | 2017 | 2018 | 2023 |